# ナウパクトスの海戦
ナウパクトスの海戦（英：Battle of Naupactus）はペロポネソス戦争において紀元前429年にアテナイ艦隊とペロポネソス同盟艦隊との間で戦われた海戦である。

## 背景

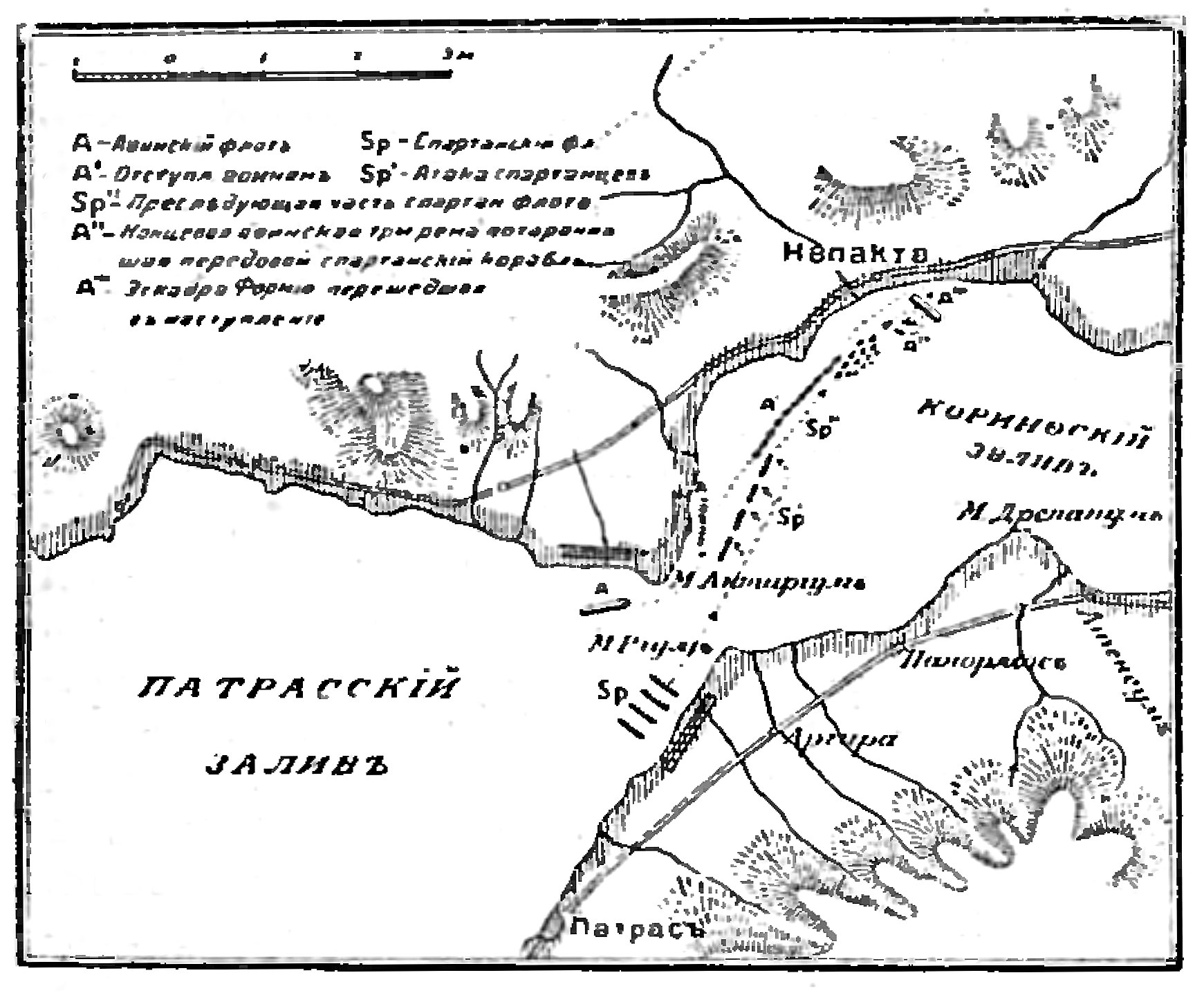
ナウパクトスの海戦

紀元前429年の夏にペロポネソス同盟側はアテナイの同盟国であるザキュントスやケファレニアをアテナイから切り離し、またケルキュラとの間に楔を打ち込もうとして、アテナイとそれらの同盟国との間に横たわるアカルナニアの地を勢力化に置くために軍を送った。しかし、スパルタの将軍クネモス率いる陸軍はアカルナニア人に、コリントスから出発した艦隊47隻はナウパクトスに待機していたフォルミオン率いるアテナイ艦隊20隻に敗れ、アカルナニア方面作戦は失敗に終わった。
敗軍はキュレネに集まり、再戦を望むスパルタは次の海戦を期してティモクラテス、ブラシダス、リュコフロンらをクネモスの諮問団として同地に送った。クネモスたちは同盟諸国に布告を出し、艦船を集めた。一方、二倍以上の敵を破るという離れ業をやってのけたフォルミオンは今一度の海戦を予想し、アテナイに勝利の報告をしつつ、援軍の艦隊を求めた。これに応えたアテナイ当局は20隻の艦隊の派遣を決定したものの、その艦隊にはまず別件でクレタに向うよう命じた。結果から言うならば、このために次の海戦にアテナイの援軍は間に合わず、しかもペロポネソス側は77隻の大艦隊を結成したため、フォルミオンは20隻の手勢で4倍近い敵と戦う破目になった。
キュレネのペロポネソス艦隊はパノルモスを経由してアカイアのリオンに投錨し、フォルミオンは（前述のとは別の）コリントス湾の入り口にあるリオン岬に停泊した。このまま両艦隊は6、7日の間戦いの準備をしつつにらみ合ったが、クネモスたちはアテナイの援軍が来ないうちに雌雄を決しようとし、行動に出た。

## 戦い
錬度に勝り、外洋での戦いが有利なアテナイ艦隊をコリントス湾内へとおびき出そうと、ペロポネソス艦隊は夜明けと共に4列の船隊を組み、足の速い20隻を先頭にしてナウパクトスを攻撃すると見せかけてコリントス湾内へと航行した。彼らの予想は当たり、無防備のナウパクトスを攻撃されることを恐れたフォルミオンは一列になって出航し、メッセニア人の陸軍もナウパクトスからやって来た。そこでペロポネソス艦隊は突如反転してアテナイ艦隊に襲い掛かった。この突然の攻撃にアテナイ艦隊のうち11隻は逃げおおせたが、9隻は捕えられて陸に揚げられ、そのうち乗組員ごと捕えられた1隻を除いて泳いで脱出した者以外の兵士全員が殺された。しかし、救援に駆けつけたメッセニア軍によって数隻は奪い返された。
ペロポネソス艦隊右翼20隻はアテナイ艦隊11隻を追ったが、アテナイ艦隊は1隻を除いてナウパクトスに逃げ込んだ。勝利はもはやペロポネソス側の手の内にあるように見え、彼らは戦勝歌すら歌っていた。最後のアテナイ船はレウカス船によって追われていたが、その時沖合いに停泊していた商船をぐるりと一周してレウカス船の腹部に回り込んで腹部を衝角で突いて沈めた。これを見て勇気を得たアテナイ艦隊は打って出て反撃を開始した。この事件によって狼狽し、追撃で隊列が乱しており、不案内のために座礁している船すらあった敵をアテナイ艦隊は敗走させ、6隻の敵船を拿捕して敵に拿捕されていた味方の船10隻を奪い返した。また、前述のレウカス船には諮問団の一人ティモクラテスが乗っており、彼は船が沈められたのを知ると自ら命を絶った。双方が戦勝塚を立てて勝利を主張しはしたが、どちらが勝ったのかは明らかだった。ペロポネソス艦隊はコリントスへと退却し、また海戦の後にクレタから援軍のアテナイ艦隊20隻がナウパクトスに到着した。

## 結果
この驚くべき勝利によってアテナイはナウパクトスとコリントス湾の制海権を守った。それと同時に、アテナイとその北西の同盟国との間に楔を打ち込むというスパルタの試みは最終的な失敗に終わった。

## 註
1. ↑  トゥキュディデス, II. 85
2. ↑  トゥキュディデス, II. 86
3. ↑  トゥキュディデス, II. 90
4. ↑  トゥキュディデス, II. 91